# Diptychon (Liturgie)

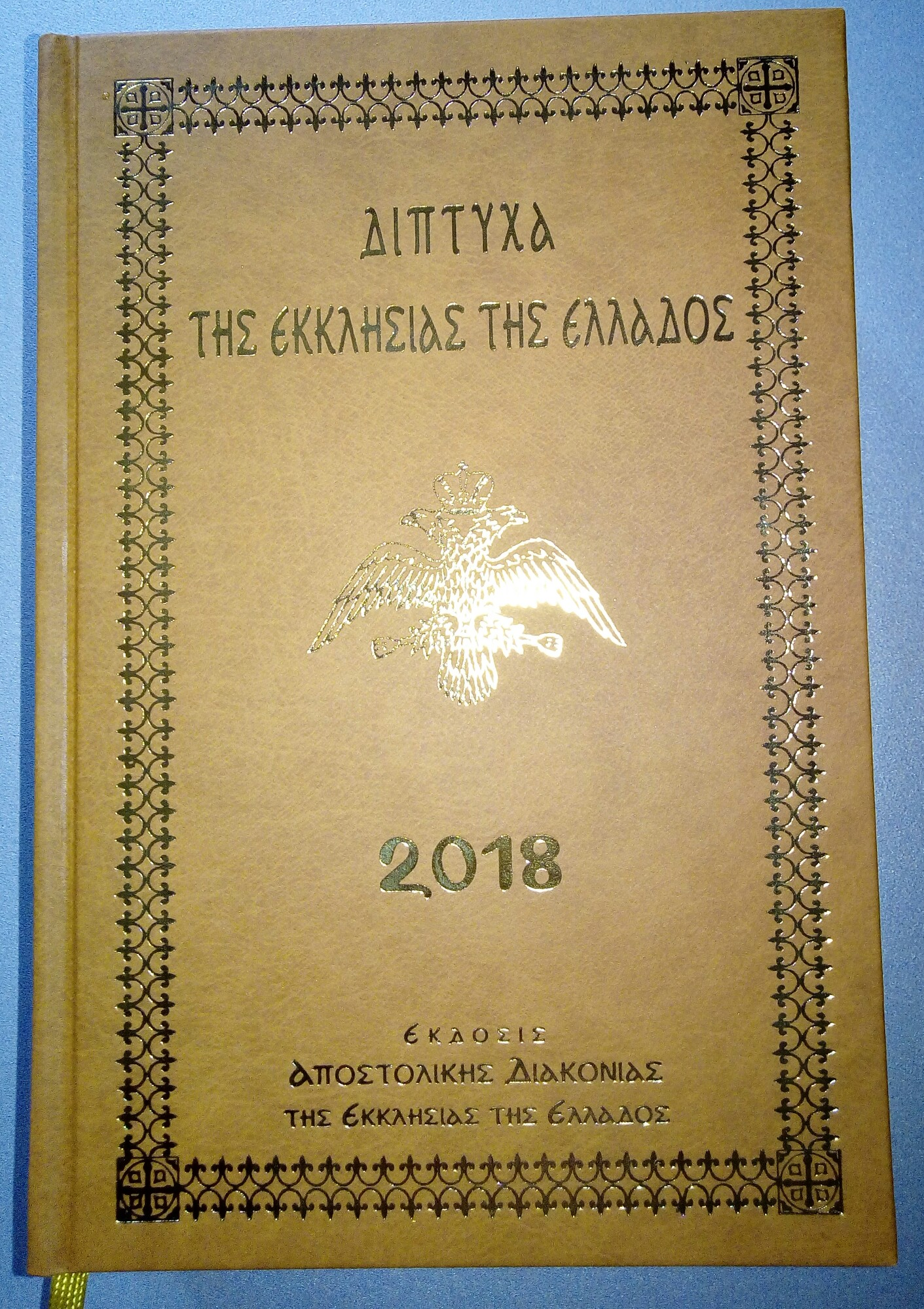
Diptychon

Die in der Liturgie, unmittelbar vor oder während des Hochgebetes, verlesenen Diptychen (Einzahl Diptychon, lateinisch libri vivorum et mortuorum) enthielten die Namen von Toten und Lebenden, die als Mitglieder der Kirche angesehen wurden. Ihr Gebrauch ist seit dem dritten Jahrhundert bezeugt. Sie waren in der Westkirche bis ins 12. Jahrhundert, in der Ostkirche bis ins 14. Jahrhundert in Verwendung und sind dort in begrenztem Umfang bis in die Gegenwart in Übung.
Die Diptychen der Lebenden enthielten die Namen der Patriarchen, Bischöfe, von hochgestellten Persönlichkeiten und von Wohltätern der Kirche, ergänzt durch die Jungfrau Maria, durch Märtyrer und andere Heilige. Die Diptychen der Toten enthielten die Namen verstorbener Bischöfe sowie von Priestern und Laien, die im Ruf der Heiligkeit verstorben waren.
Die Diptychen enthielten nur die Namen von Personen, die mit der sie verlesenden Kirche in Kirchengemeinschaft standen: die Namen von Häretikern und exkommunizierten Mitgliedern wurden nicht eingefügt oder gestrichen. Aus den Diptychen gestrichen zu werden, war eine sehr ernste kirchliche Sanktion, die einer Exkommunikation gleichkam und die auch höchste bischöfliche oder kaiserliche Würdenträger treffen konnte.

## Weblink
- René Maere: Diptych in der Catholic Encyclopedia (englisch)